# Barraca Lladó
LA Barraca Lladó és una obra de Súria (Bages) protegida com a Bé Cultural d'Interès Local.

## Descripció
Es tracta d'un conjunt de tina, barraca i un petit recinte adossat. Estan construïts en maçoneria irregular amb carreus a la porta i cantonades de la barraca. La llinda de la porta està datada el 18..(?), no podent-se donar major precisió, ja que s'ha trencat la part final de la mateixa.